# Koseki

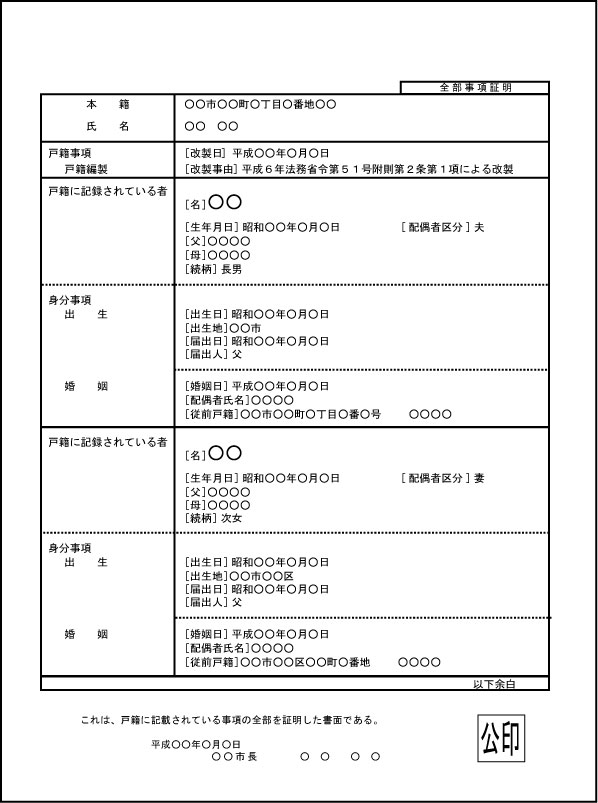
Riproduzione di una stampa del certificato koseki

Il koseki (戸籍) o stato civile, stato di famiglia è un registro di famiglia giapponese. La legge giapponese prevede che tutte le famiglie giapponesi (definite fondamentalmente come coppie sposate e i loro figli non sposati) facciano le notifiche dei loro documenti vitali (come nascite, adozioni, morti, matrimoni e divorzi) alle autorità locali, che compilano tali documenti comprendendo tutti i cittadini giapponesi nella loro giurisdizione.
I matrimoni, i divorzi consensuali, i riconoscimenti di paternità di figli non matrimoniali e le adozioni (tra gli altri) diventano legalmente efficaci solo quando tali eventi vengono registrati nel koseki. Le nascite e i decessi diventano legalmente efficaci nel momento in cui si verificano, ma tali eventi devono essere registrati dai membri della famiglia o da altre persone come consentito dalla legge. Anche la perdita della cittadinanza giapponese o straniera deve essere registrata nel koseki.
Il sistema anagrafico giapponese ha avuto origine all'inizio dell'era Meiji in seguito ad un controllo generale della polizia sulla popolazione. Nella legge di diritto civile del 1898, il nucleo più piccolo della società veniva riconosciuto in “ie” (tipica struttura familiare giapponese). Nel 1947 fu emessa una nuova legge in cui non si fa più menzione del termine “ie” ed il koseki viene costituito dal nucleo composto dai genitori e dai figli non sposati.
La differenza fondamentale con il sistema anagrafico italiano è che quest'ultimo è fondato sul singolo, mentre quello giapponese sul nucleo familiare. Inoltre, mentre in Giappone, tutte le persone che appartengono a una stessa famiglia “氏 uji” vengono registrate, con i vari dati relativi, su un unico kosekigenpon (stato di famiglia al completo) indipendentemente dal loro luogo di nascita, di matrimonio o di morte, in Italia tutti questi dati vengono registrati nel Comune dove realmente avvengono questi eventi.

## Formato
Esistono due tipi principali di copie autenticate del koseki: la copia del registro di famiglia (戸籍謄本, koseki tōhon) e l'estratto dello stato di famiglia (戸籍抄本, koseki shōhon). La copia del registro di famiglia è un registro di tutti i membri della famiglia, mentre il koseki estratto dello stato di famiglia è un documento che riporta le informazioni di un solo membro della famiglia.
Un koseki tipico ha una pagina per i genitori e i primi due figli della famiglia: gli altri figli sono registrati su altre pagine. Qualsiasi modifica a queste informazioni deve essere sigillata da un ufficiale di stato civile.
Nel koseki vengono registrati i seguenti elementi. (Legge sul registro di famiglia, (戸籍法, kosekihō), articoli 9 e 13).
- (intestazione) domicilio registrato (honseki)
- (intestazione) cognome e nome del “capo del koseki”, cioè la prima persona indicata sul koseki. Questo cognome sarà condiviso da tutti i membri del koseki.
- nome
- data di nascita
- data di registrazione e cause (matrimonio, morte, adozione, ecc.)
- nomi dei genitori naturali o, in caso di adozione plenaria, nome dei genitori adottivi
- in caso di adozione (non plenaria), nome del padre e/o della madre adottivi
- se sposati, se si tratta di marito o moglie
- se trasferito da un altro koseki, i dati di intestazione del precedente koseki
- altri aspetti specificati dall'ordinanza.

Quando un individuo viene trasferito da un koseki a un altro, alcune informazioni registrate vengono duplicate sul nuovo koseki, mentre altre non lo sono. Ad esempio, le informazioni relative alla nascita, allo stato civile attuale e alla perdita della cittadinanza straniera vengono trascritte senza alcuna modifica. Al contrario, i dettagli relativi ai divorzi o all'acquisizione della cittadinanza giapponese tramite naturalizzazione non sono inclusi nei nuovi koseki. Tuttavia, i koseki precedenti, denominati joseki quando tutti i membri sono deceduti o trasferiti, non vengono scartati. Se necessario, è possibile ottenere copie di un joseki.
Inoltre, sul koseki saranno registrate anche le pronunce in katakana del nome della famiglia e del nome di ciascun membro. Questa clausola entrerà in vigore a partire dal 2025.

## Problemi di privacy e altre critiche
Le informazioni fornite nei koseki sono dettagliate e sensibili e rendono possibile la discriminazione di gruppi come i burakumin o i figli illegittimi e le madri non sposate, ad esempio. Quando il movimento di liberazione dei burakumin ha preso forza nel Giappone del dopoguerra, sono state apportate alcune modifiche ai registri familiari. Nel 1974 il Ministero della Salute e del Welfare pubblicò un avviso che proibiva ai datori di lavoro di chiedere ai potenziali dipendenti di mostrare il loro registro di famiglia. Nel 1975 il nome del proprio lignaggio fu cancellato e nel 1976 l'accesso ai registri familiari fu limitato. Dall'aprile 2007, chiunque fosse interessato poteva ottenere una copia del koseki di qualcun altro. Tuttavia, il 1° maggio 2008 è stata applicata una nuova legge che limita le persone che possono ottenere una copia alle persone i cui nomi sono registrati in un determinato koseki e a coloro che hanno bisogno di tale copia per esercitare i loro diritti (esecutori di debiti, esecutori testamentari). Chiunque sia elencato in un koseki, anche se il suo nome è stato cancellato a causa di un divorzio e anche se non è cittadino giapponese, ha diritto a ottenere una copia di quel koseki. Si può ottenere una copia di persona o per posta. Anche gli avvocati possono ottenere copie di qualsiasi koseki se una persona elencata è coinvolta in un procedimento legale.
Il koseki svolge contemporaneamente la funzione di certificato di nascita, certificato di morte, licenza di matrimonio e censimento in altri Paesi. Si basa sulla famiglia piuttosto che sul singolo individuo. Per le coppie sposate, solo un nome di famiglia può comparire sul koseki, il che significa che una persona deve abbandonare il proprio nome di famiglia quando si sposa. Di solito si tratta della donna. Il 15 dicembre 2015, la Nikkei Asian Review ha riferito che la Corte Suprema del Giappone ha confermato una disposizione legale che obbliga le coppie sposate a usare lo stesso cognome. I querelanti avevano sostenuto che la disposizione legale equivale a una “discriminazione di fatto contro le donne”.
Un'altra preoccupazione riguarda i bambini che non vengono registrati sul koseki. L'onere di registrare il bambino spetta ai genitori, ma ci sono stati casi in cui ciò non è avvenuto.
Nel settembre 2010, il governo giapponese ha completato una ricerca su 230.000 persone “scomparse” di età pari o superiore a 100 anni. Alcuni giornalisti hanno affermato che il koseki è un sistema antiquato che permetteva ai familiari più giovani di ricevere le pensioni dei parenti anziani deceduti.
Il Koseki tende a essere criticato da commentatori o attivisti situati nell'ala sinistra dello spettro politico giapponese, perché il suo quadro rigido funziona come una barriera contro le innovazioni sociali e perché la storia di ogni cittadino è facilmente consultabile. Al contrario, altre opinioni lodano l'affidabilità e la tracciabilità all'avanguardia offerte da questo sistema da oltre 150 anni.